# Драматический театр Братска
Драматический театр Братска — государственный драматический театр, находящийся в городе Братске.
В 1986 году приказом Министерства культуры СССР в г. Братске открылся драматический театр.
Первые десять лет располагался в приспособленном помещении, в посёлке Падун.
26 февраля 1986 г. был показан первый спектакль «Эстафета» (реж. В. Йонаш).
Этот день считается днем рождения театра.
В 2003 году театр получил в подарок отреставрированное здание в центре Братска.

## Труппа
- Винокуров, Евгений Александрович
- Кузнецова, Ирина Павловна, заслуженная артистка России (2010)[1]
- Ленец, Ольга Николаевна, заслуженная артистка России (1996)[2]
- Чернигова, Татьяна Никоновна, заслуженная артистка России (1996)[2]